# 倫格倫德巴赫河

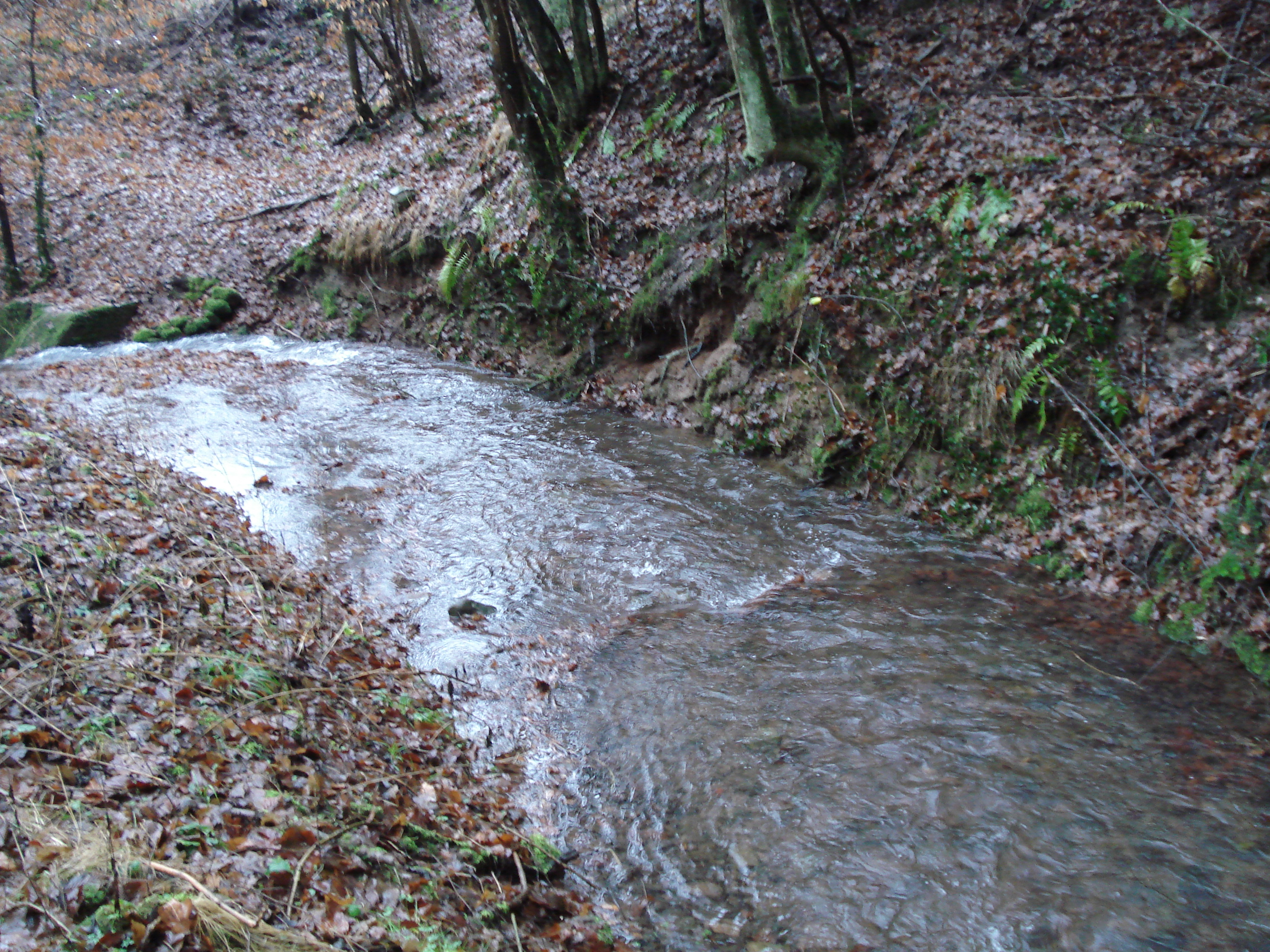

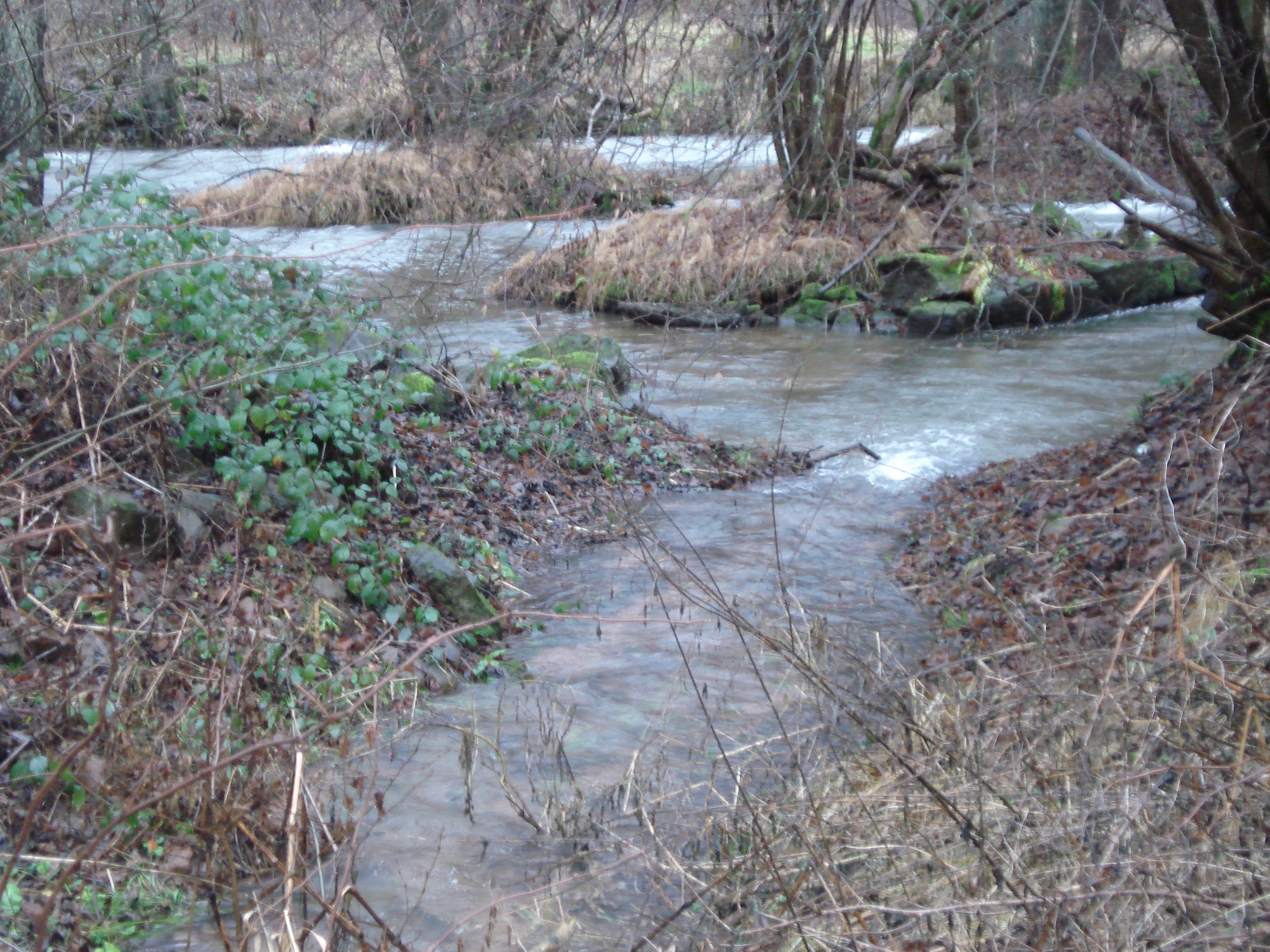

50°1′9.46″N 9°32′44.04″E / 50.0192944°N 9.5455667°E
倫格倫德巴赫河（德語：Lehngrundbach），是德國的河流，位於該國東南部，由巴伐利亞負責管轄，屬於洛爾河的左支流，河道全長4公里，流域面積5.5平方公里。